# 懷特賽德山
懷特賽德山（英語：Mount Whiteside）是南極洲的山峰，位於肯普地，處於福爾德島東端，海拔高度190米，在1936年2月由英國研究隊發現和命名，現時由南極條約體系管理。